# Lecanorchis
Lecanorchis is een geslacht uit de orchideeënfamilie (Orchidaceae) en de onderfamilie Vanilloideae.
Het is een geslacht van ongeveer zestien soorten. Het zijn voornamelijk epiparasieten uit Oost-Azië.

## Naamgeving enetymologie
De botanische naam is een samenstelling van Oudgrieks λεκάνη, lekanē (bekken, bassin) en ὄρχις, orchis (orchidee).

## Kenmerken
Lecanorchis-soorten zijn kleine, onopvallende terrestrische epiparasieten, bladloos en bladgroenloze planten. Op een korte wortelstok met talrijke lange en dikke horizontale wortels, ontstaan rechtopstaande, fragiele en donkere stengels, vertakt of onvertakt.
De stengel draagt een tros met enkele tot talrijke vaalbruine, purperen, gele of groene bloemen. Kelkbladen of sepalen en kroonbladen of petalen zijn gelijk van vorm en kleur. De bloemlip is trompetvormig, één- of drielobbig, lichter en feller van kleur dan de rest van de bloem, langs binnen bezet met een dichte gele beharing en zonder spoor. Typisch voor dit geslacht is de aanwezigheid van een calyculus, kleine bekervormige schutblaadjes aan de voet van de bloem, en een lang en slank, rechtopstaand gynostemium met twee pollinia.

## Habitaten voorkomen
Lecanorchis-soorten zijn planten van de oerwouden van het Himalayagebergte, subtropisch en tropisch Oost-Azië, Nieuw-Guinea en enkele eilanden in de Stille Oceaan, te vinden op een hoogte tussen 300 en 1500 m.

## Taxonomie
Naargelang de opvatting van de taxonoom omvat dit geslacht veertien tot zestien soorten.
De typesoort is Lecanorchis japonica Blume (1856).
- Soorten:
  - Lecanorchis bicarinata Schltr. (1922) (Nieuw-Guinea)
  - Lecanorchis brachycarpa Ohwi. (1938) (Japan, Taiwan)
  - Lecanorchis ciliolata J.J.Sm. (1929) (Nieuw-Guinea)
  - Lecanorchis flavicans Fukuy. (1942) (Japan)
  - Lecanorchis hokurikuensis Masam. (1963) (Japan)
  - Lecanorchis japonica Blume (1856) (Japan)
  - Lecanorchis javanica Blume (1856) (Java, Filipijnen, Nieuw-Guinea)
  - Lecanorchis kiusiana Tuyama (1955) (Korea, Japan)
  - Lecanorchis malaccensis Ridl. (1893) (Thailand, westelijk Maleisië)
  - Lecanorchis multiflora J.J.Sm. (1918) (Thailand, westelijk Maleisië)
  - Lecanorchis neglecta Schltr. (1911) (Nieuw-Guinea)
  - Lecanorchis nigricans Honda (1931) (Japan, Taiwan, China)
  - Lecanorchis seidenfadenii Szlach. & Mytnik (2000) (Maleisië)
  - Lecanorchis sikkimensis N.Pearce & P.J.Cribb (1999) (Sikkim, Bhutan)
  - Lecanorchis suginoana (Tuyama) Seriz. (2005)
  - Lecanorchis thalassica T.P.Lin (1987) (Taiwan)